# Kewlox
Kewlox is een Belgisch bedrijf dat meubelen fabriceert die, beschikbaar als zelfbouwpakket, zonder gereedschap in elkaar gezet kunnen worden.

## Geschiedenis
In 1958 vond de Engelse ingenieur George Kewley Henry een assemblageproces van houten delen uit, dat hij patenteerde. De naam was afgeleid van 'Kewl-' van zijn eigen naam en '-lox', van het Engelse werkwoord 'to lock': vastzetten.
Deze methode werd ontdekt door de Brusselse handelaar in metaalwaren, Jacques Le Clercq, die er de exploitatievergunning voor de Benelux voor verwierf en begon met de productie van de eerste meubelen volgens dit principe. In 1960 presenteerde hij het eerste meubel op de Uitvinderssalon van Brussel en won er een gouden medaille mee.
In het begin van de jaren 70 werd in het dorp Leuze (gemeente van Éghezée in de provincie Namen) de huidige fabriek gebouwd.
Het bedrijf is een familiebedrijf dat tot 2001 de naam van de familie droeg die het bestuurde: 'Maurice Le Clercq et Fils SA'. Aanvankelijk produceerde het bedrijf op een beperkte schaal met het beperkte gamma producten dat zijn succes gemaakt heeft. In mei 2001 vertrouwde het familiale actionnariaat het externe management toe aan Georges Fontaine. Het bedrijf werd herdoopt tot 'Kewlox SA' en onderging een diepgaande herstructurering: In enkele jaren tijd werd het 'Kewlox-meubel' aangepast, het machinepark werd gemoderniseerd of vernieuwd en de fabriek en de nabijgelegen kantoren en het hoofdmagazijn beslaan inmiddels een oppervlak van ongeveer 5000 m².
Het product wordt sindsdien aangeboden buiten de Belgische landsgrenzen. Dat leidde tot een verdubbeling van de verkoopcijfers. Naast de magazijnen in België telt het bedrijf nu ook een doorverkoper in Duitsland.
In 2005 heeft het bedrijf van het Belgische economische magazine Trends de Gazellenprijs ontvangen voor zijn uitzonderlijke resultaten in 2010, het maakt deel uit van de 50 Success Stories van Wallonie Design.

## Producten
In het begin waren de Kewlox-meubelen slechts beschikbaar in een heel klein assortiment van afmetingen en hun aankleding bestond uit panelen gemaakt van houtvezelplaat van het merk Unalit. Dit materiaal zorgde ervoor dat het meubel er apart uitzag maar desondanks wel betaalbaar bleef. Deze panelen hebben ondertussen plaats gemaakt voor andere materialen.
Sinds eind 2002 produceert Kewlox in een gespecialiseerde fabriekseenheid meubelen op maat, waarvan de structuur opgebouwd wordt uit aluminium en roestvast staal, onder de naam 'Kewlox Premium'. In ditzelfde atelier, dat tevens dienstdoet als onderzoekslaboratorium, ontwikkelt het bedrijf eveneens oplossingen voor specifieke bedrijfsnoden.

## Vestigingen
Overzicht van vestigingen op een kaart